# La Crème de la crème
La Crème de la crème è un film prodotto nel 2014 e diretto da Kim Chapiron, con interpreti Thomas Blumenthal, Alice Isaaz e Jean-Baptiste Lafarge.

## Trama
Dan, Louis e Kelliah sono tre giovani studenti della più prestigiosa business school europea (per alcuni media il riferimento è alla HEC Paris). Per aiutare il loro amico Jafaar a conquistare una ragazza, creeranno una rete di prostituzione, la "Cigar Lovers" e, constatando il successo dell'operazione, la trasformeranno in un vero e proprio business.

## Produzione
Secondo le parole del produttore Benjamin Elalouf:
(Benjamin Elalouf, produttore.)

### Sviluppo
Kim Chapiron doveva originariamente dirigere Samba Drama, un film su una storia d'amore durante il Carnevale di Rio con Vincent Cassel e Monica Bellucci. Mentre le riprese del film sarebbero state avviate nel 2012, il progetto è stato improvvisamente abbandonato. Il regista incontrò quindi il giovane produttore Benjamin Elalouf. Quest'ultimo desiderava lavorare con lui da molto tempo: «Subito dopo aver visto Dog Pound, che era straordinariamente maturo, ho deciso di lavorare con Kim». Alla fine del 2011 Benjamin Elalouf si è quindi rivolto per la prima volta al regista con un trattamento di quaranta pagine dal titolo Business School, scritto da Noé Debré, una giovane scrittrice di soli 26 anni. Kim Chapiron e Noé Debré hanno quindi sviluppato la sceneggiatura insieme.

### Riprese
Per realizzare questo film, Kim Chapiron e il suo team si sono immersi nella cultura delle grandi scuole come Sciences Po, HEC, ESCP, ECP, ecc. Contrariamente a quanto si dice, il film non è stato girato nei locali della HEC ma nelle università parigine: l'università Paris 13 e l'università Paris V, campus Paris Sud (Laboratoire de physique des solides, bâtiment 510).

## Accoglienza

### Critica

#### Recensioni negative
(Les Inrockuptibles)
(Libération)
(Metronews)
(Ouest-France)

#### Recensioni positive

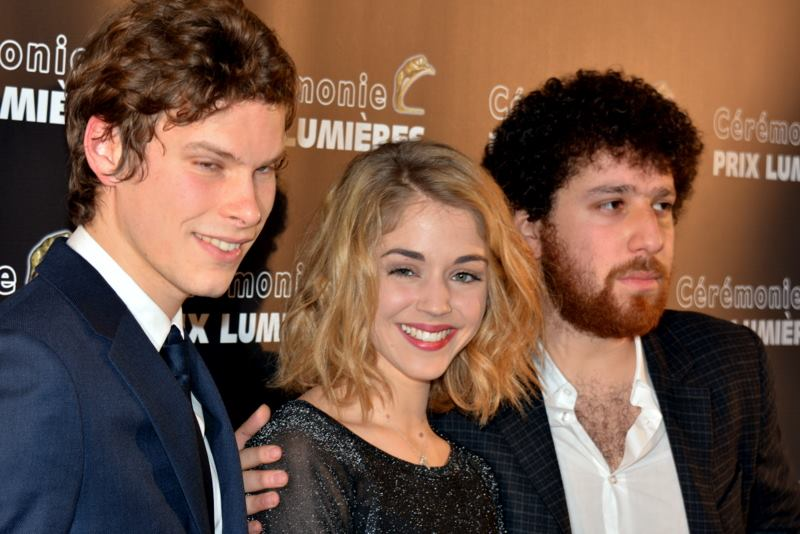
Gli attori principali Jean-Baptiste Lafarge, Alice Isaaz e Thomas Blumenthal al Festival des Lumières 2015.

(Le Figaroscope)
(Le Parisien)
(Paris Match)
(Le Journal du dimanche)

### Botteghino
I dati seguenti provengono dall'Observatoire européen de l'audiovisuel. Proiezioni europee : 164.753 spettatori.
| Paese       | Distributore            | Data di uscita | Box-office |
| ----------- | ----------------------- | -------------- | ---------- |
| Belgio      | Belga Film              | 09/04/2014     | 5.465      |
| Svizzera    | Pathé                   | 02/04/2014     | 611        |
| Francia     | Wild Bunch Distribution | 02/04/2014     | 158.313    |
| Regno Unito | Studiocanal             | 25/07/2014     | 364        |

Girato con un budget di 4 milioni di euro, il film ne ha incassati in totale ai botteghini 1,1 milioni di dollari.

## Riconoscimenti
| Anno | Premio         | Categoria                   | Ricevente                                 | Risultato   | Note  |
| ---- | -------------- | --------------------------- | ----------------------------------------- | ----------- | ----- |
| 2015 | Premio César   | Migliore promessa maschile  | Jean-Baptiste Lafarge                     | Candidato/a |       |
| 2015 | Premio Lumière | Migliore promessa maschile  | Jean-Baptiste Lafarge e Thomas Blumenthal | Candidato/a | [ 6 ] |
| 2015 | Premio Lumière | Migliore promessa femminile | Alice Isaaz                               | Candidato/a | [ 6 ] |